# نادي ذي قار
نادي ذي قار الرياضي هو فريق كرة قدم عراقي مقره في ذي قار، يلعب في الدوري العراقي الدرجة الأولى.

## روابط خارجية
أندية العراق - تواريخ التأسيس